# Oplosaurus armatus
Oplosaurus armatus es la única especie conocida del género dudoso extinto  Oplosaurus   (gr. “arma de lagarto”) de dinosaurio saurópodo turiasauriano, que vivió en el Cretácico inferior, hace aproximadamente 130 millones de años, en el  Barremiense, en lo que es hoy Europa.

## Descripción
El Oplosaurus es conocido por un diente de 85 milímetros de largo, con una corona espatulada de 52 mm, comparable con el del braquiosaurio. Tiene una punta redondeada y este en la porción lingual ligeramente convexa con facetas, y comprimido en la cara lingual del cuello.  Según  Naish y Martill el diente es comparable en tamaño con los de los braquiosáuridos, indicando que su poseedor fue un gran saurópodo, el hecho que pueda ser un turiasauriano no cambia este esto.  Se puede decir que sea un  herbívoro cuadrúpedo de alrededor de  25 metros de largo.

## Descubrimiento e investigación

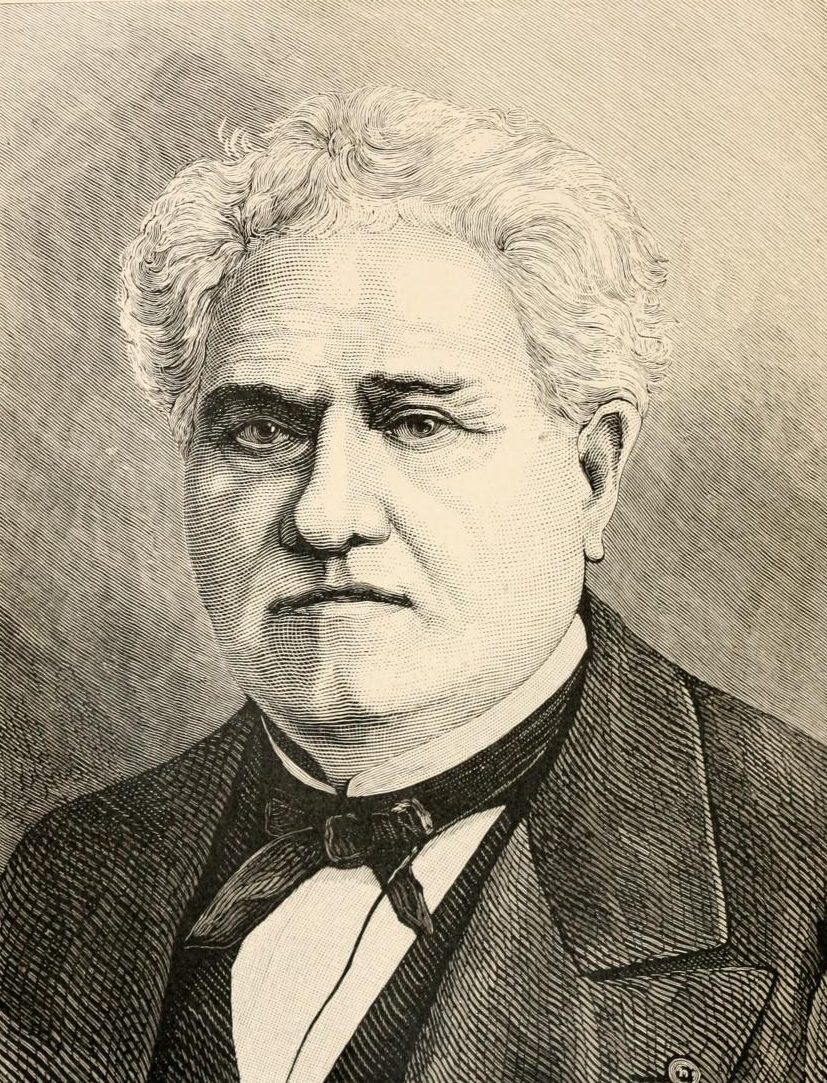
Zoólogo y paleontólogo francés Paul Gervais (1816-1879)

El diente del oplosaurio fue encontrada en la formación Wessex en la Isla de Wight, al sur de Inglaterra. La historia usualmente contada es que Paul Gervais llamó a este largo y bien preservado diente, BMNH R964, bajo el error de que se trataba de un dinosaurio acorazado similar a Hylaeosaurus , aparentemente Gideon Mantell había sugerido esto.  Entonces el nombre significaría "lagarto armado".  Sin embargo, estudios recientes Archivado el 2 de mayo de 2017 en Wayback Machine. de Ben Creisler muestran que Gervais lo comparó con  Mosasaurus, no con Hylaeosaurus y el nombre vendría a significar "arma de lagarto", con el diente como arma de un carnívoro, lo que sería una redundancia con el nombre de la especie que también significa “armado”.
En 1852, el geólogo Thomas Wright informó del hallazgo de un gran diente de reptil en Wealden Clay cerca de Brixton Bay en Wight. Wright había presentado el hallazgo a varios expertos, entre ellos Richard Owen, David Forbes, George Robert Waterhouse y Samuel Pickworth Woodward, pero solo Gideon Mantell llegó con una sugerencia útil que apuntaba a una similitud con los dientes del dinosaurio Hylaeosaurus. No convencido por esto, Wright concluyó que el diente, en vista de su agudeza, pertenecía a un reptil carnívoro de afinidades desconocidas.
Richard Lydekker en 1888 sugirió que un maxilar con dientes, BMNH R751, proveniente de la Isla de Wight, es otro ejemplo de este animal , pero esto no ha sido sustanciado. Lydekker también usó la ortografía mejorada "Hoplosaurus" pero el Oplosaurus original tiene prioridad.

## Clasificación
El diente de Oplosaurus hace recordar vagamente al del Brachiosaurus, y ha sido incluido en el género Pelorosaurus, sin embargo este está descripto a partir de restos fragmentarios que no incluyen dientes. Esto ha llevado que en recientes trabajos haya sido colocado como un género propio pobremente conocido Darren Naish, un paleontólogo británico, que trabaja con los saurópodos de Wealden a sugerido informalmente que el género pertenecería a Turiasauria. Dado lo pobre que es el material del holotipo Pelorosaurus y que no incluye dientes, revisiones recientes han mantenido a Oplosaurus como un género potencialmente válido pero poco conocido. Darren Naish , un paleontólogo británico familiarizado con los saurópodos de Wealden, ha sugerido informalmente que el género puede ser un turiasauriano, pero también es coautor de un artículo en el que concluye que es miembro de los Camarasauridae. En cualquier caso, probablemente pertenece a la Macronaria más general.